# Jad Wio Live à la Dolce Vita
Albums de Jad Wio
Cellar Dreams
(1986)
Live a la Dolce Vita est un album live du groupe de rock français Jad Wio. Sorti en 1986 sous le label suisse Underground Records, il s'agit d'un mini-album live de 7 titres, enregistré dans le cadre de la salle Dolce Vita à Lausanne le 7 décembre 1985. Ingénieur du son : GueGue.

## Titres

### Face A
1. Taïba
2. Wsd (Walk in the Sky With Diamonds)
3. Colors in My Dream

### Face B
1. Rythm'Box Bunny
2. The Ballad of Candy Valentine
3. Cellar Dance
4. Young Girl